# هيرويوكي دوباشي
هيرويوكي دوباشي (باليابانية: 土橋 宏由樹) (مواليد 27 نوفمبر 1977)، هو لاعب كرة قدم ياباني سابق كان يلعب كلاعب وسط.

## وصلات خارجية
- هيرويوكي دوباشي على موقع رابطة كرة القدم اليابانية للمحترفين (اليابانية)